# Nassauische Privatbrauerei
Die Nassauische Privatbrauerei war eine Brauerei in Hahnstätten, Rheinland-Pfalz. In seinen besten Zeiten dominierte das Unternehmen mit verschiedenen Sorten den regionalen Biermarkt im Nassauer Land.

## Unternehmensgeschichte

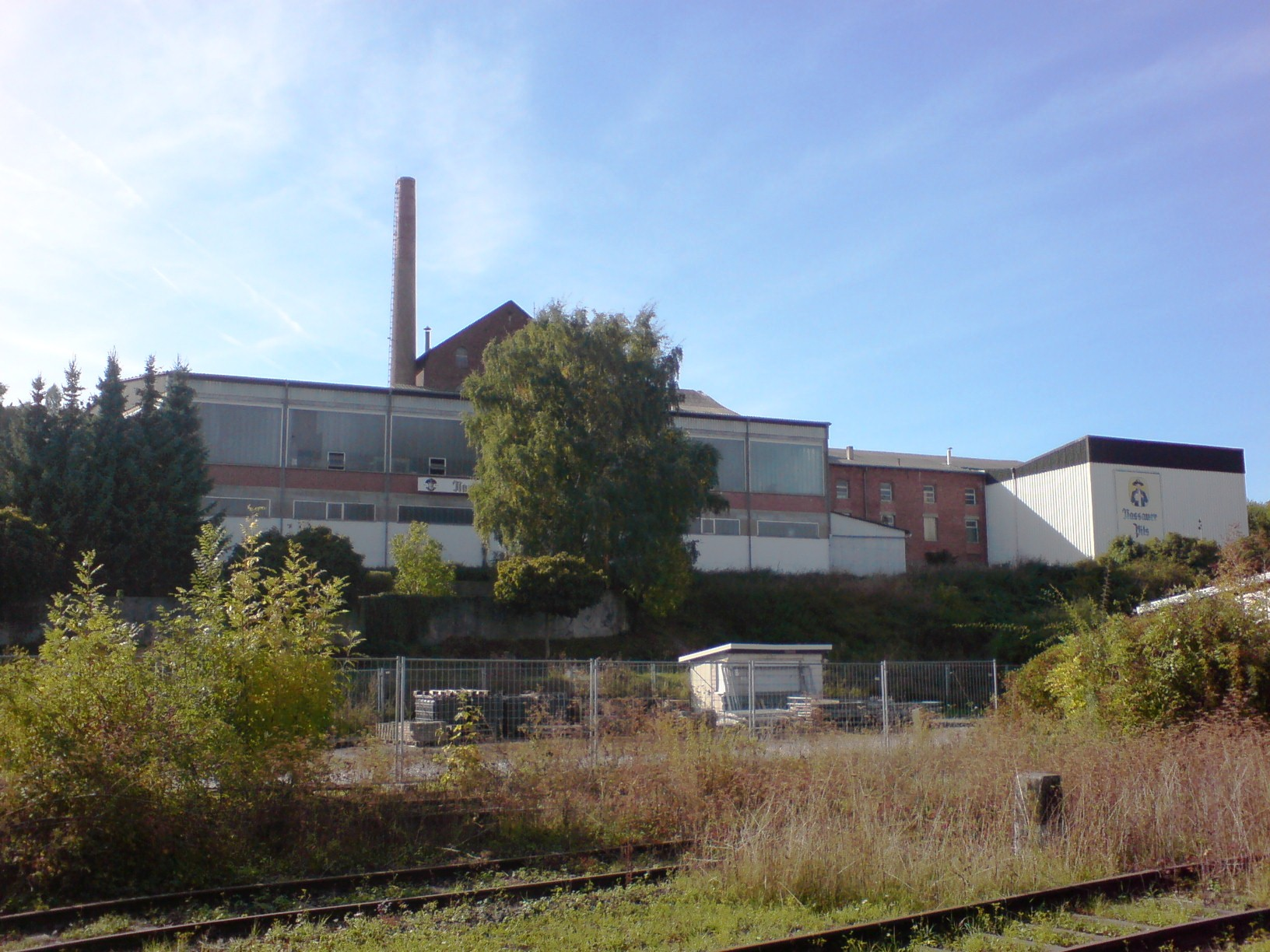
Ehemalige Braustätte 2013

Im Jahr 1842 gründete der Brau- und Küfermeister Johann Jakob Kuhn die „Brauerei Kuhn“ in Holzappel im heutigen Naturpark Nassau. Die kleine Brauerei hatte zu dieser Zeit bereits einige Mitbewerber im Umkreis. In Holzappel gab es 1858 eine weitere Brauerei, zehn in Diez und neun in Limburg an der Lahn.
1865 gründete Johann Georg Heckelmann, ebenfalls Brau- und Küfermeister, die „Brauerei Heckelmann“ in Hahnstätten. Die Familie Trock, Vorfahren seiner Schwiegereltern, besaßen dort bereits eine Brauerei und seit 1798 auch den „Nassauer Hof“. Zwischen 1895 und 1900 erfolgte der Neubau der Braustätte am heutigen Standort in der Rößlerstraße, die Verwaltung blieb in der Aarstraße.
Kurz darauf, zwischen 1902 und 1904, baute Ludwig Kuhn, der Enkel des Gründers der Brauerei Kuhn, in Holzappel eine neue Brauerei an einem anderen Standort. Sein Sohn Carl Kuhn schloss sich 1927 nach längerer Kooperation mit Louis Heckelmann, dem Sohn von Johann Georg, zusammen und verlegte den Braubetrieb nach Hahnstätten. Am Standort Holzappel verblieb zunächst der Vertrieb des Kuhn-Biers.
1929 erfolgte die Gründung der ersten gemeinsamen Firma „Heckelmann-Kuhn-Brauereien G.m.b.H.“. Nach dem Zweiten Weltkrieg wurde der Betrieb stetig erweitert und modernisiert. Karl Kuhn-Reichard, der Adoptivsohn seines Onkels Ludwig und mittlerweile Mitgesellschafter, wurde Geschäftsführer des Unternehmens. Die andere Hälfte der Geschäftsanteile gehörte den Nachfahren der Familie Heckelmann. Gerhard Fuchs, der Urenkel von Gründer Johann Georg Heckelmann, übernahm im Jahr 1964 die kaufmännische Geschäftsführung.
Die nahe der Braustätte gelegene Verwaltung wurde 1968 umfassend renoviert (das Gebäude existiert heute nicht mehr). Im Jahr 1972 wurde das Sudhaus neu gebaut. Mit zehn Fahrzeugen erreichte der Fuhrpark 1975 seine maximale Größe. 1986 übergab Karl Kuhn Reichard die technische Geschäftsführung des zwischenzeitlich in „Nassauische Privatbrauerei Heckelmann-Kuhn GmbH“ umfirmierten Unternehmens an seinen Sohn Joachim Georg Kuhn-Reichard. 1989 wurde die Flaschenfüllerei letztmals modernisiert und erweitert.

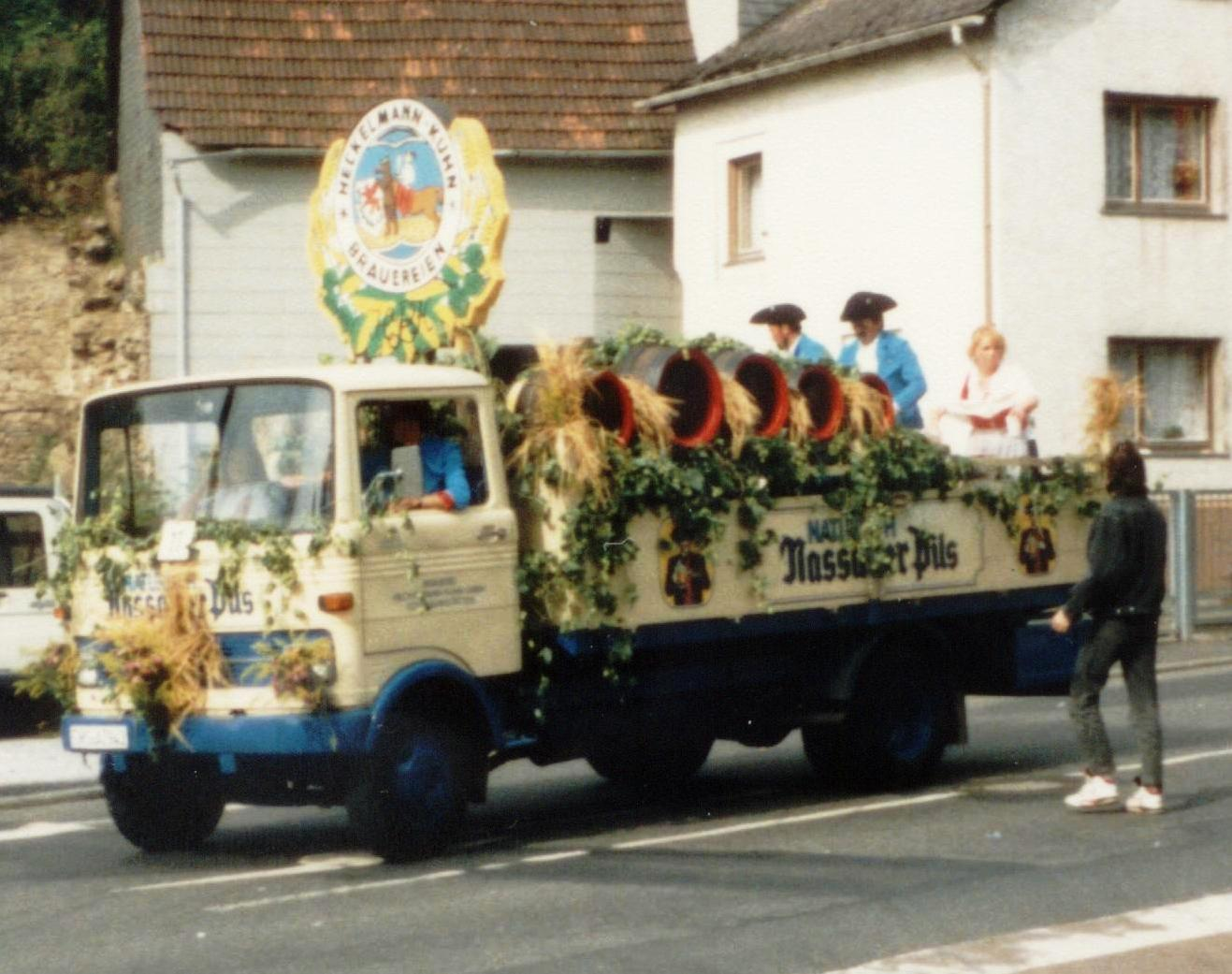
Festwagen im Jubiläumsjahr 1992

1992 feierte das Unternehmen sein 150. Jubiläum. Die Zahl der Beschäftigten lag zu diesem Zeitpunkt bei rund 40 Personen und der jährliche Ausstoß bei etwa 80.000 Hektolitern. Nachdem zuvor bereits die betriebseigene Mälzerei aufgegeben worden war, wurde 1994 der außerbetriebliche Transport an einen Getränkefachgroßhandel in Diez ausgelagert.
Im Jahr 1998 meldete das Unternehmen mit neun Mitarbeitern erstmals Insolvenz an. Zu dieser Zeit beträgt die Jahresproduktion 18.000 Hektoliter, ausgeliefert wird sie in einem Umkreis von rund 50 Kilometern. Nach der Übernahme durch drei neue Gesellschafter wurde das Unternehmen im Jahr 2000 in „Nassauische Privatbrauerei GmbH“ umfirmiert und die Produktpalette nochmals erweitert. Gleichzeitig wird das Design der Nassauer-Marken grundlegend verändert. Versuche im Zeitraum von 2002 bis 2004, fremdproduziertes Bier in Hahnstätten abzufüllen, um so ein erweitertes Sortiment bei niedrigeren Produktionskosten aufrechtzuerhalten, führten zur Beeinträchtigung der Produktqualität. Die Belegschaft bestand zu dieser Zeit aus acht Mitarbeitern und einem Lehrling, der jährliche Ausstoß betrug rund 12.000 Hektoliter.
Von Dezember 2004 bis Ende März 2005 wurde für einen Teil der Belegschaft Kurzarbeit eingeführt. Mit verkleinertem Sortiment, reduziertem Ausstoß und weniger als fünf Mitarbeitern endete 2008 der Braubetrieb in Hahnstätten. Im Jahr 2010 wurde das 7480 m² große Gelände der ehemaligen Braustätte zwangsversteigert. Der ermittelte Verkehrswert des Gewerbeobjekts lag zu diesem Zeitpunkt bei 200.650 Euro. Im Februar 2016 befand sich das Insolvenzverfahren der Nassauische Privatbrauerei GmbH am Amtsgericht Montabaur kurz vor dem Abschluss.

## Rohstoffauswahl und Herstellung

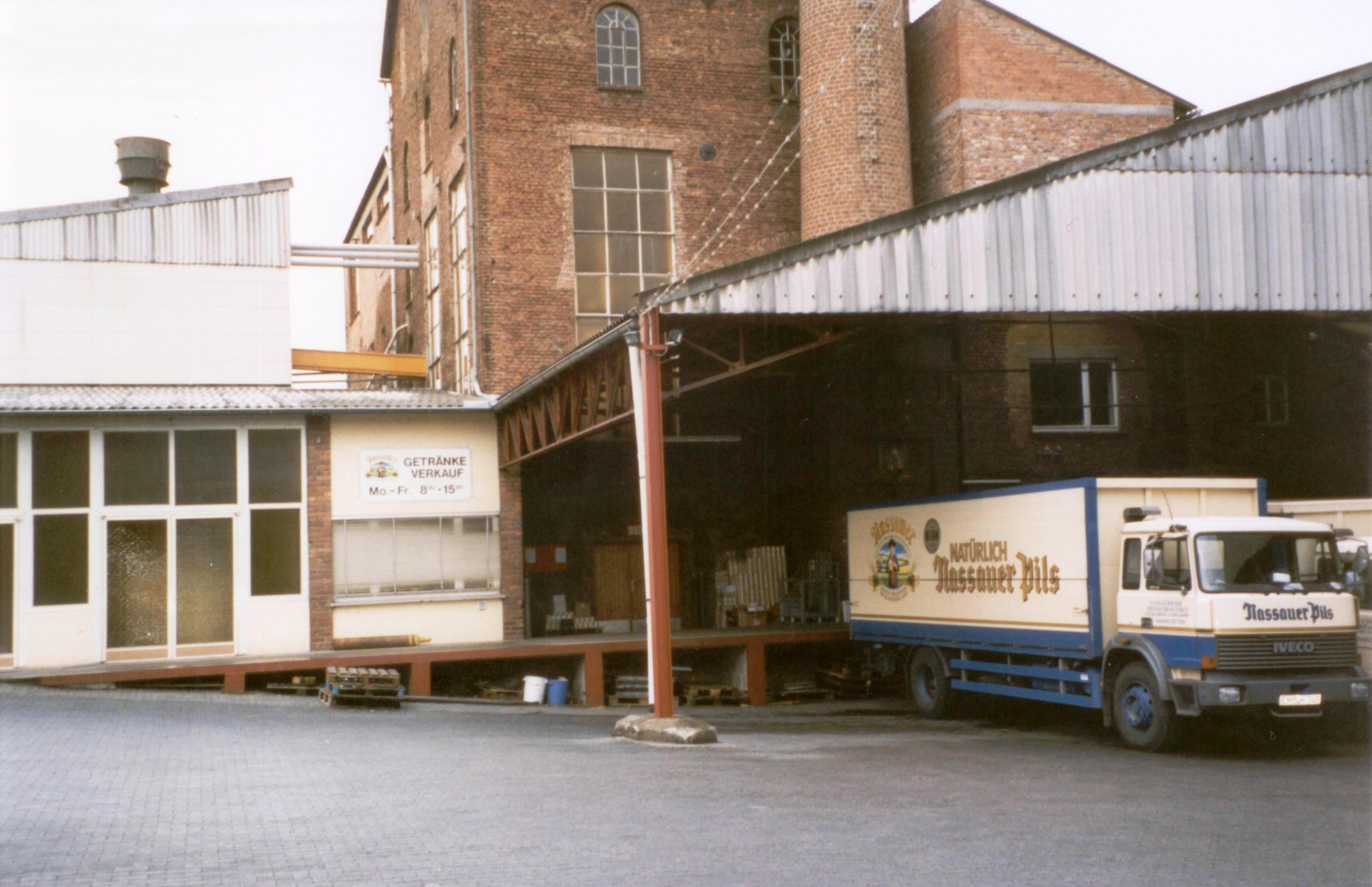
Expedition und Laderampe 1994

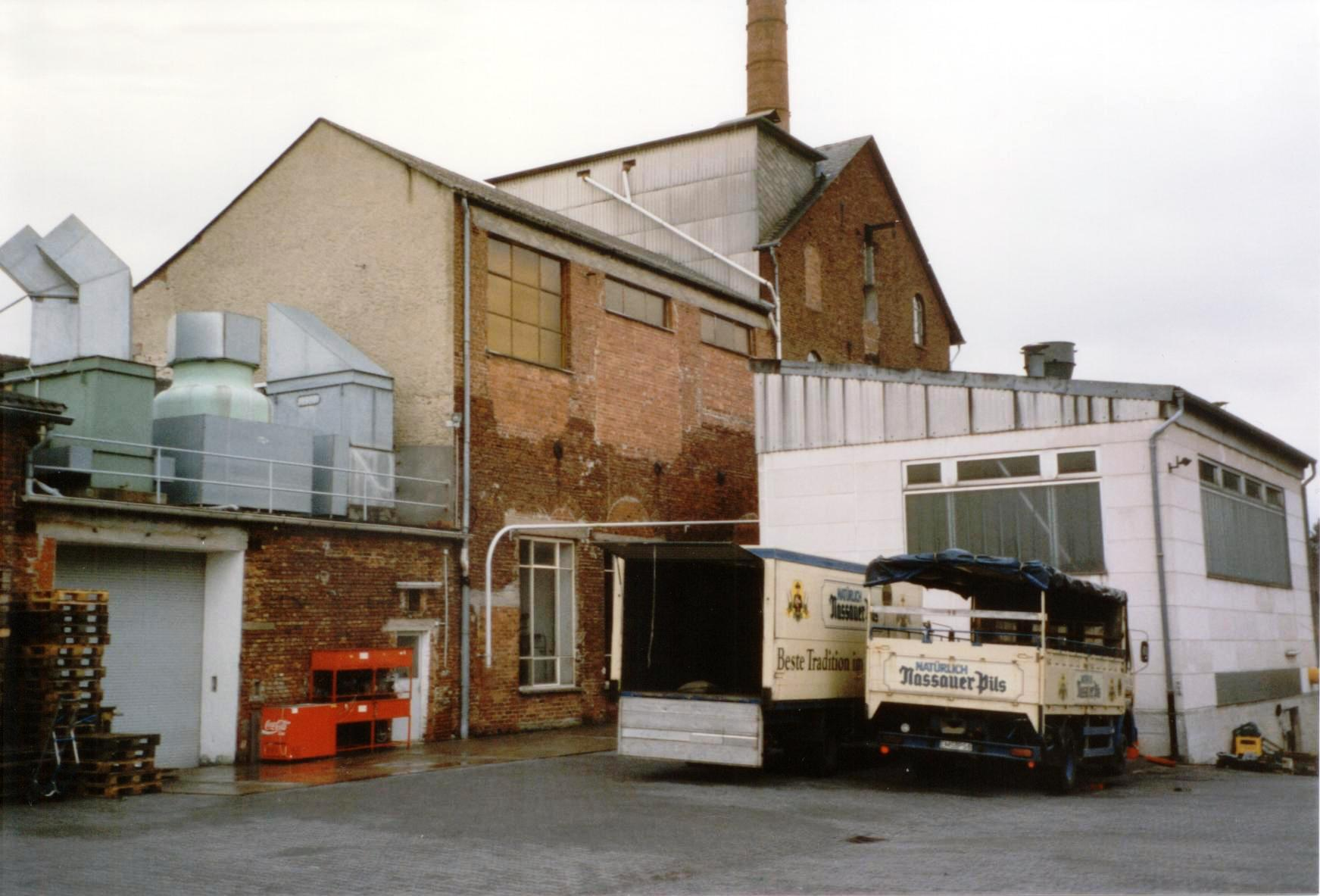
Innenhof 1994

Das für die Bierherstellung verwendete Quellwasser wies zwar einen hohen Reinheitsgrad auf, aufgrund der Nähe zur Burg Hohlenfels aber auch einen hohen Kalkgehalt und musste deshalb aufbereitet werden. Das für das Maischen benötigte Malz wurde bis Ende der 1980er Jahre durch Mälzen selbst hergestellt. Später wurde es fertig zugekauft und weiterhin im eigenen Sudhaus geschrotet; das dafür verwendete Getreide wurde vorwiegend in Rheinland-Pfalz und Hessen angebaut. Die verwendete Hefe wurde von der Nassauischen Privatbrauerei in Reinzucht selbst hergestellt.

## Einrichtungen
Das Heizungssystem der Brauerei bestand nach der Umstellung von Schwer- auf Heizöl im Jahr 1962 aus zwei ölbefeuerten Dampfkesseln, die den Heißdampf erzeugten, mit dem auch die Bierwürze gekocht, Reinigungsbäder für Flaschen und Fässer erhitzt sowie Rohre und Leitungen sterilisiert wurden. Der Gärkeller umfasste sechs Gärtanks mit einem Fassungsvolumen von je rund 350 Hektolitern, was in etwa die Menge einer Tagesproduktion war. Im Lagerkeller waren fünfzehn Lagertanks in drei Ebenen übereinander gestapelt, die konstant auf knapp null Grad gekühlt wurden. Darin lagerte das Bier nach dem eigentlichen Gärprozess für sechs Wochen zur Reifung und Nachgärung. Im Anschluss wurde das naturtrübe Bier zur Herstellung der klaren Biersorten in zwei Stufen filtriert und in die Drucktanks gepumpt zur Abfüllung in Flaschen oder Fässer.

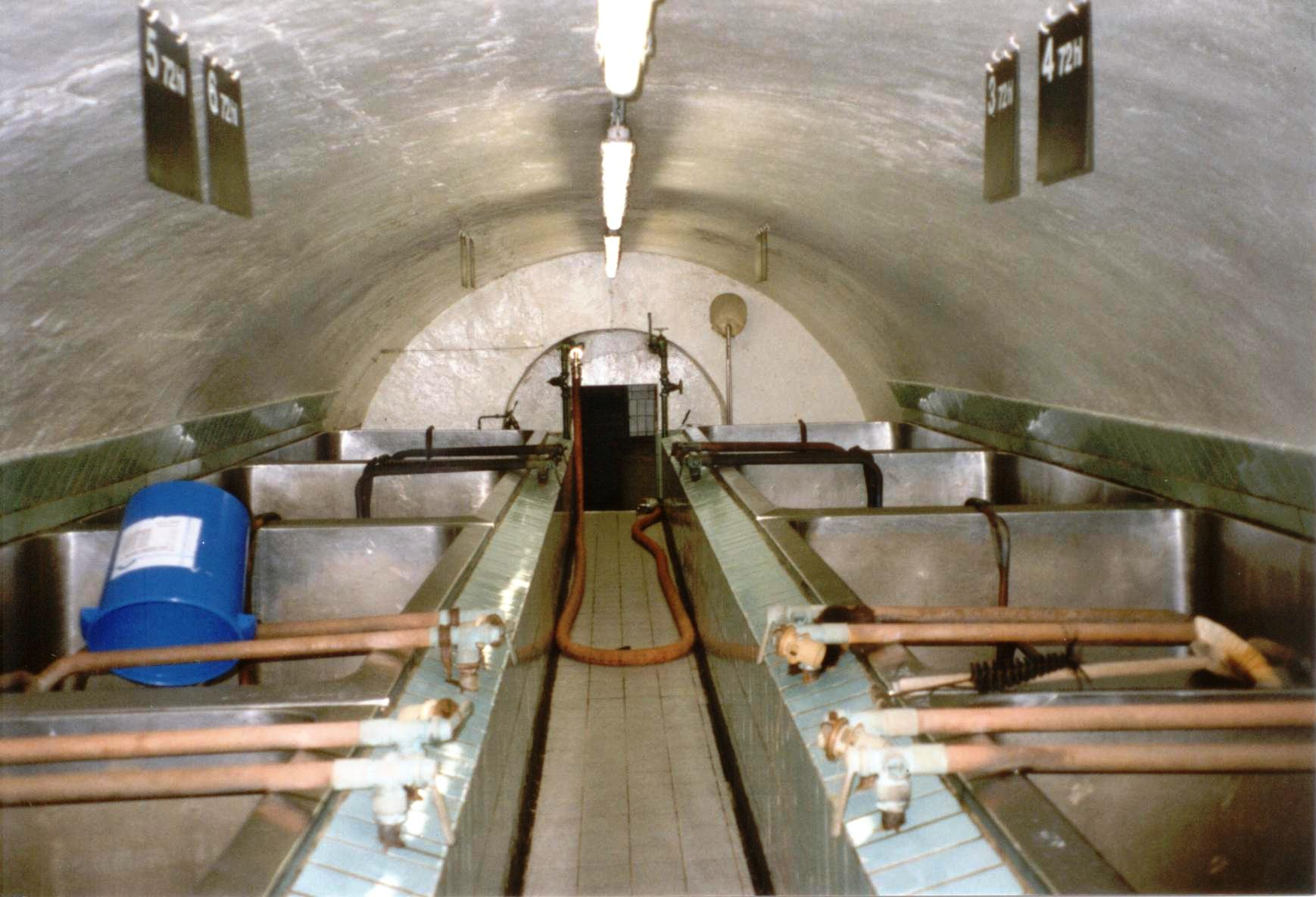
Gärbottiche
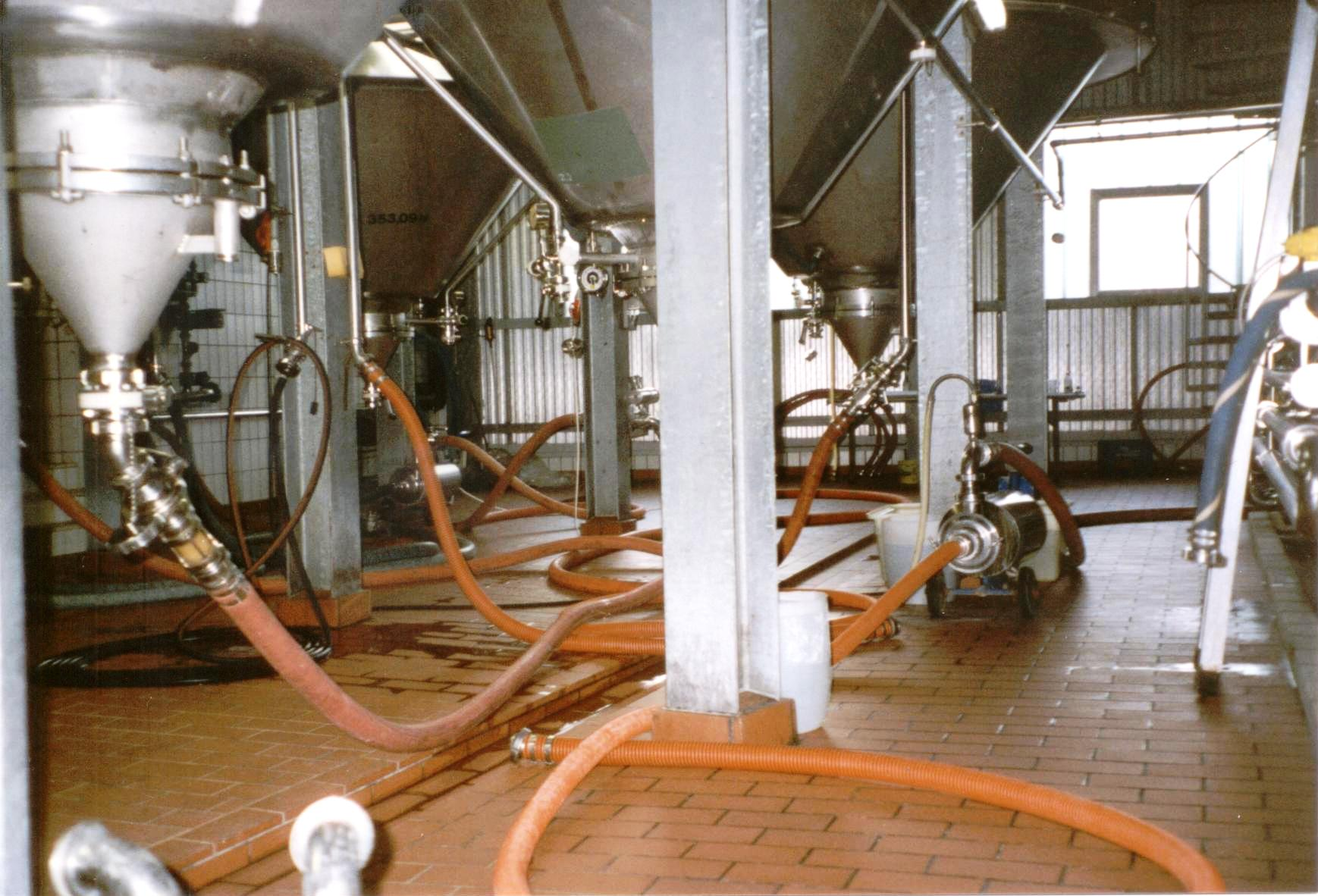
Gärkeller
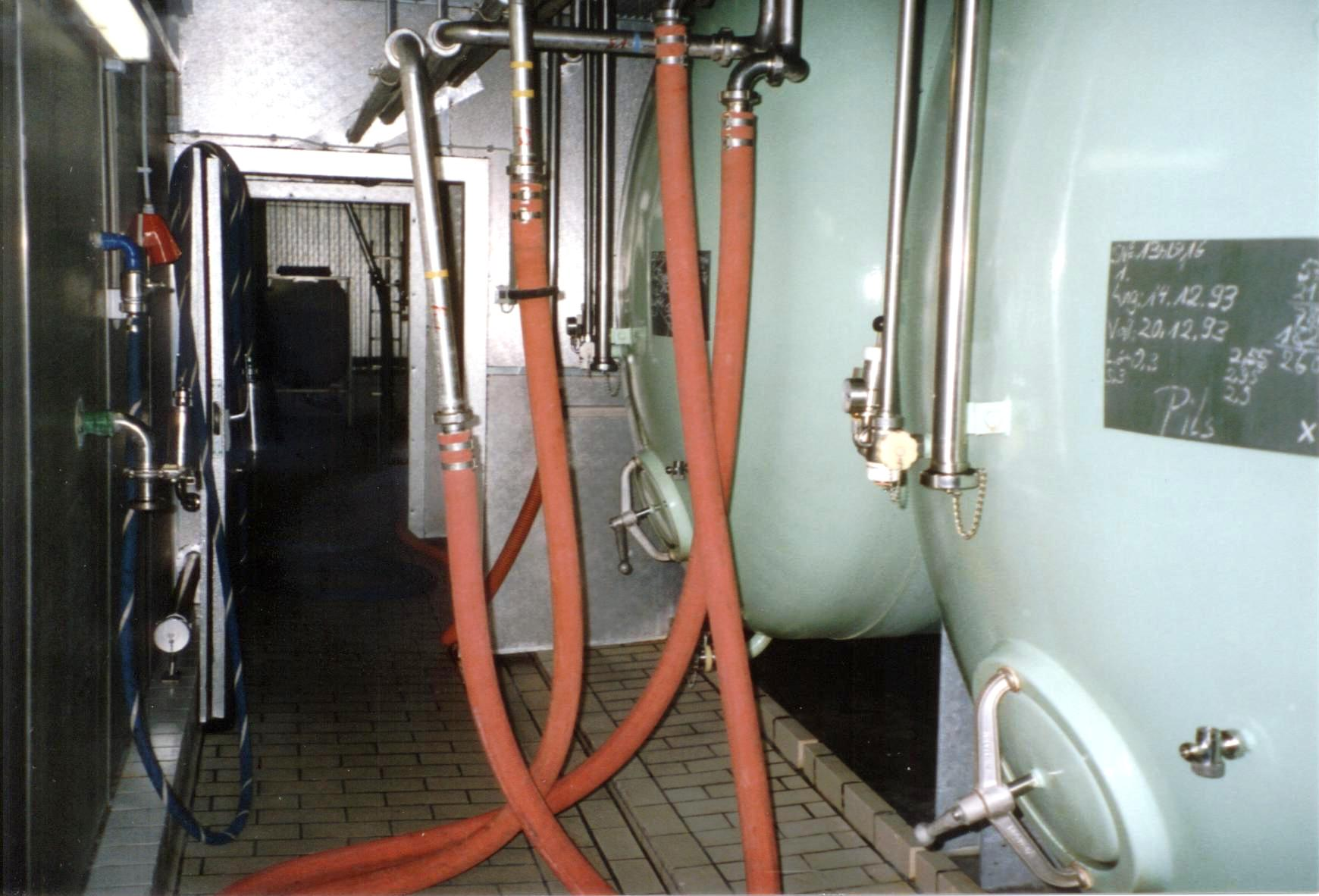
Lagerkeller
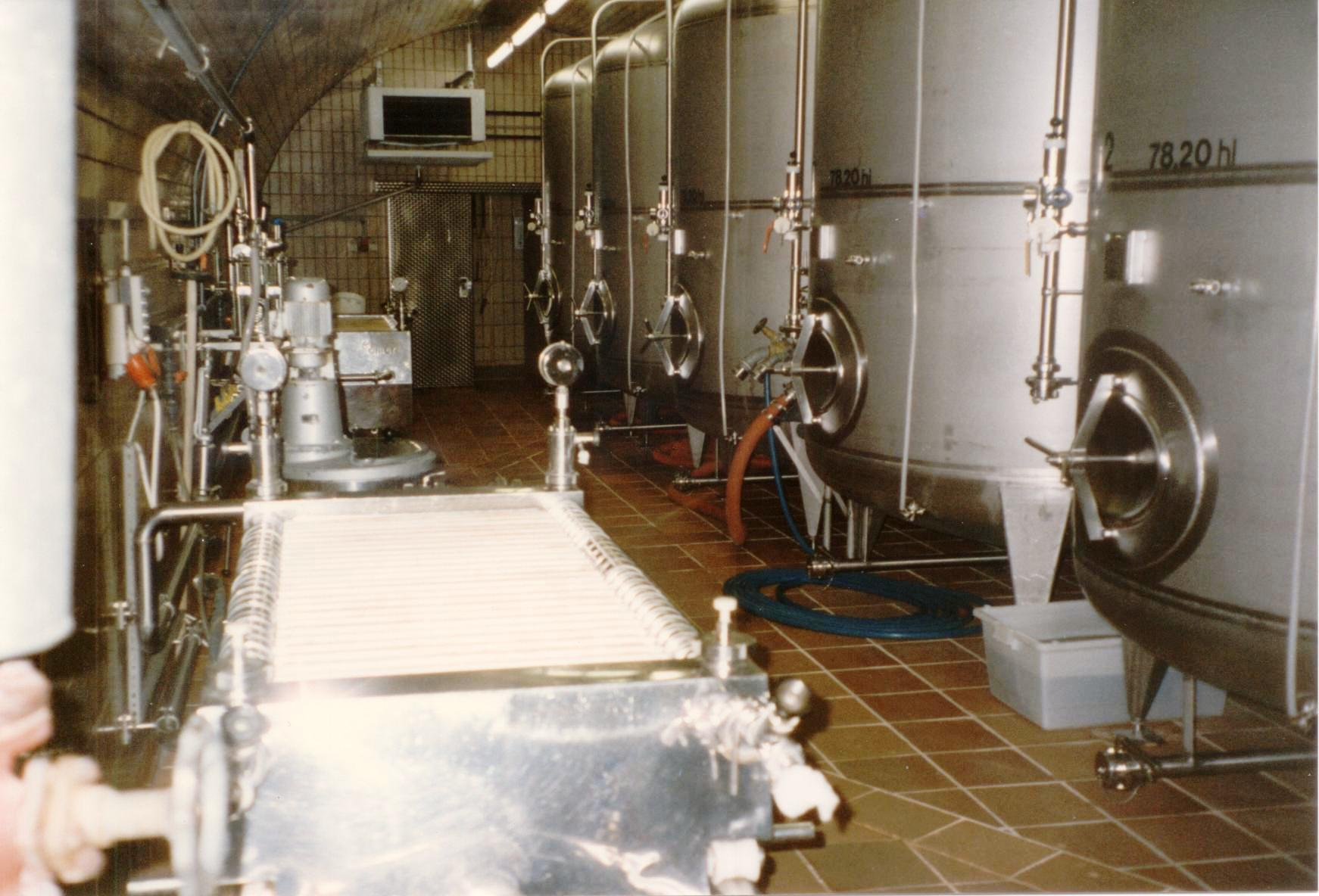
Drucktankkeller
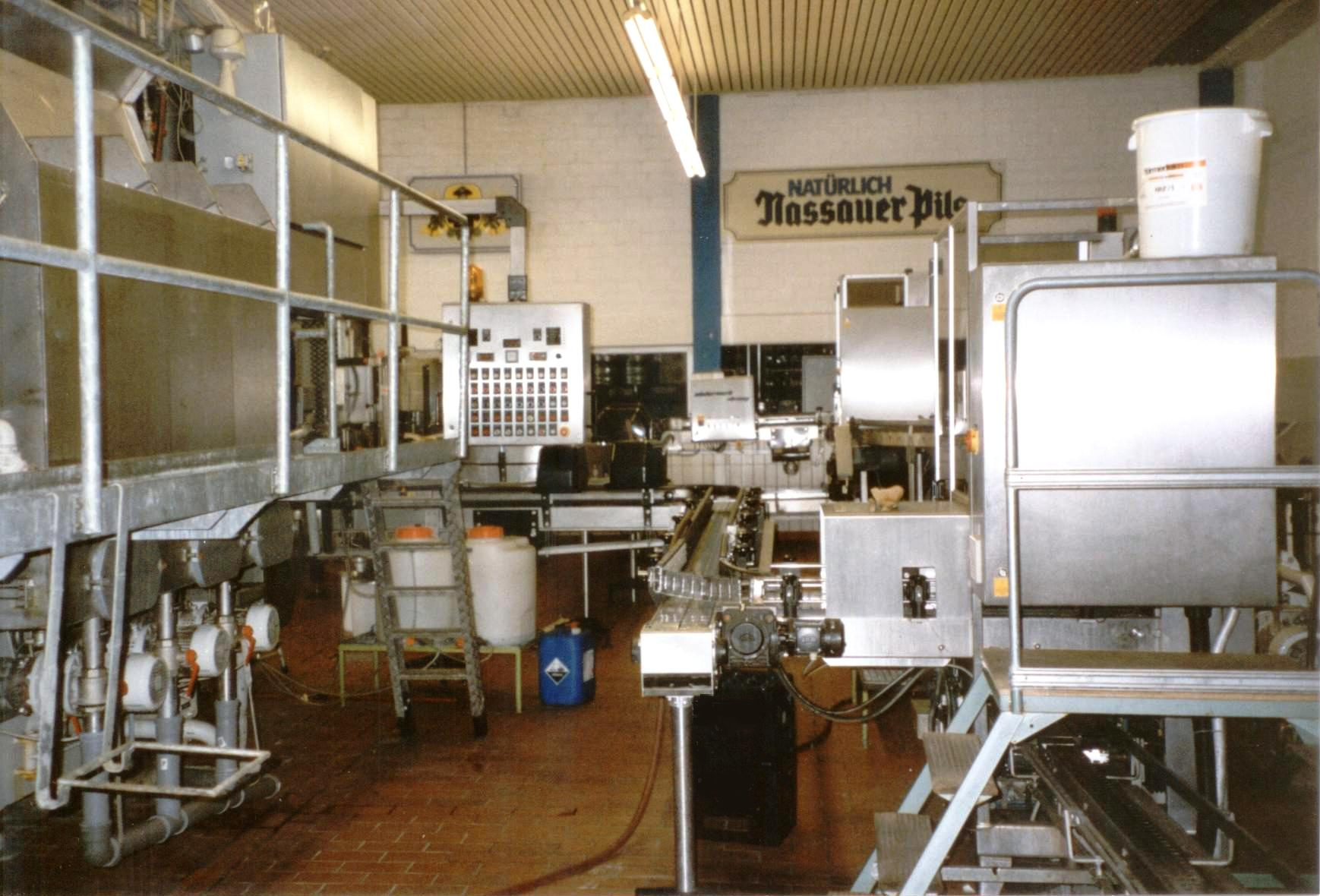
Flaschenfüllerei
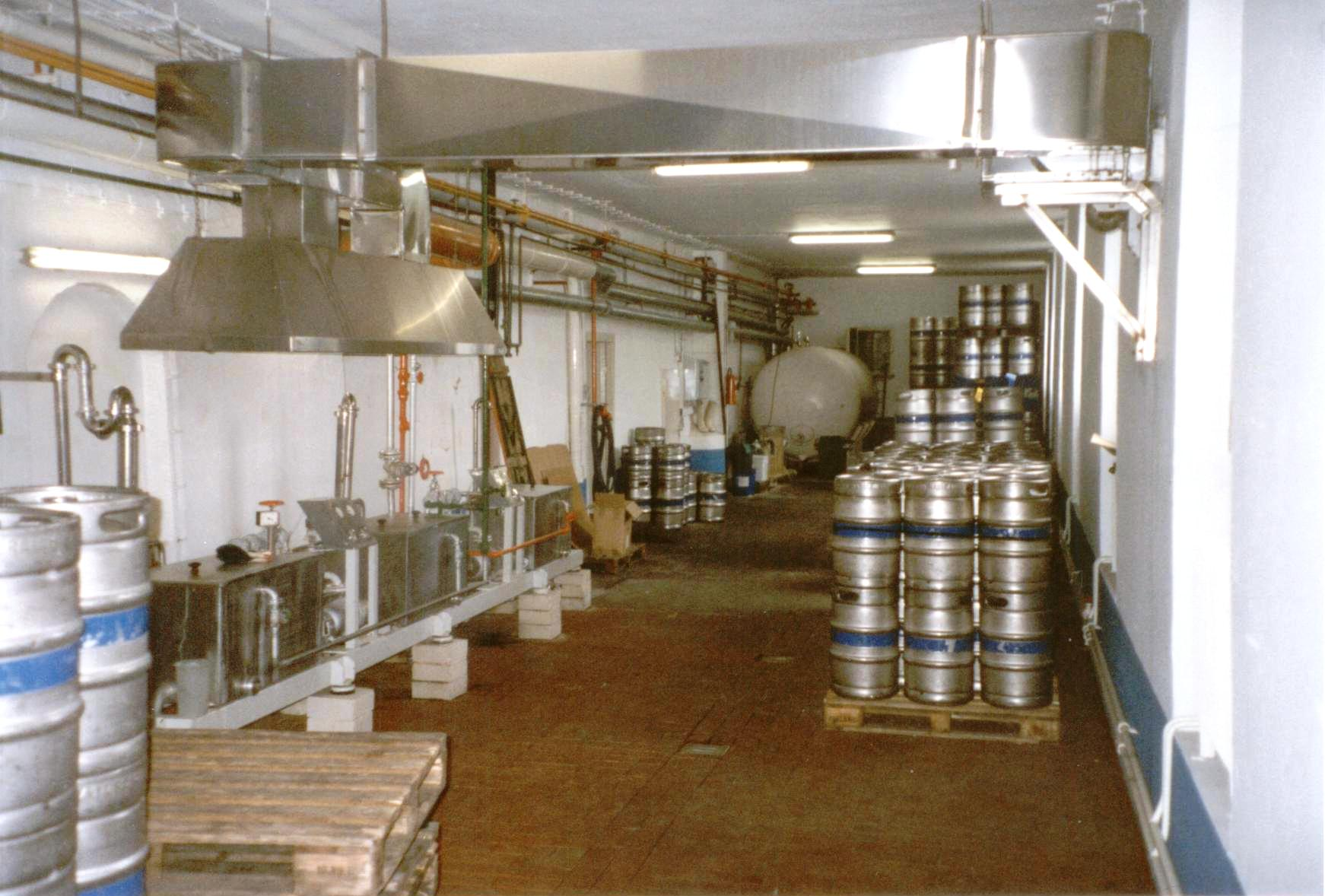
Fassfüllerei
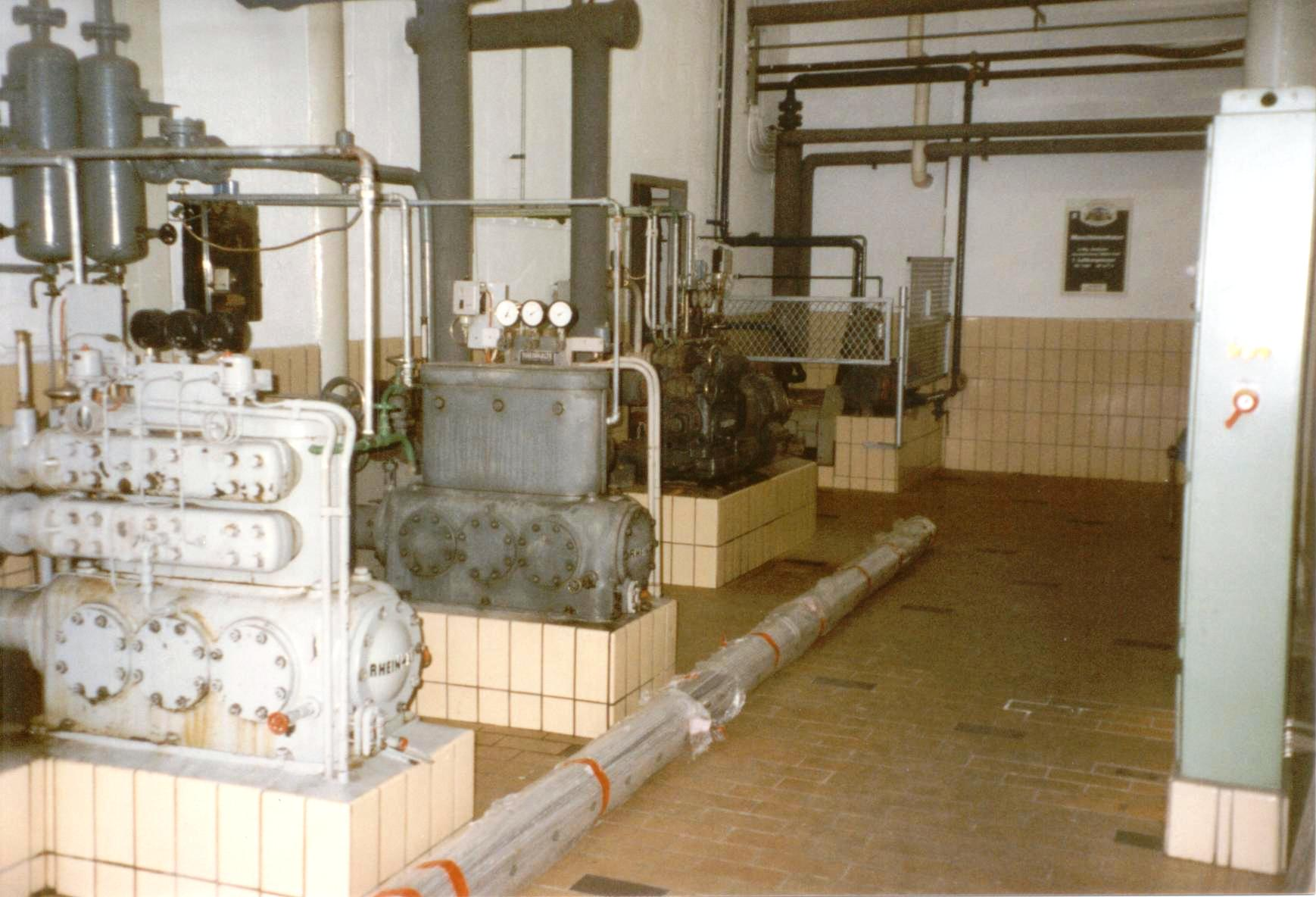
Maschinenhaus

## Produkte

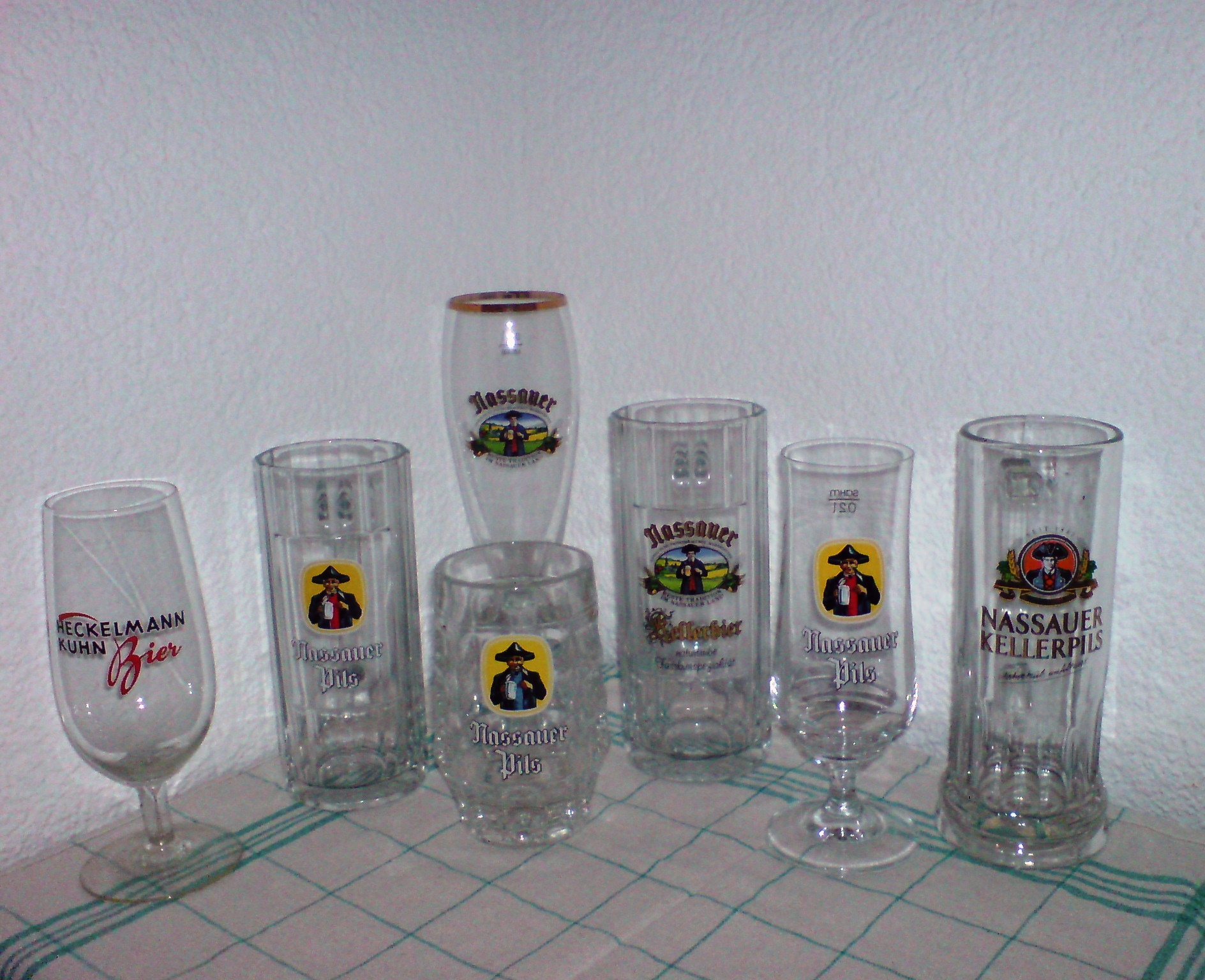
Auswahl an Werbegläsern bis 1998

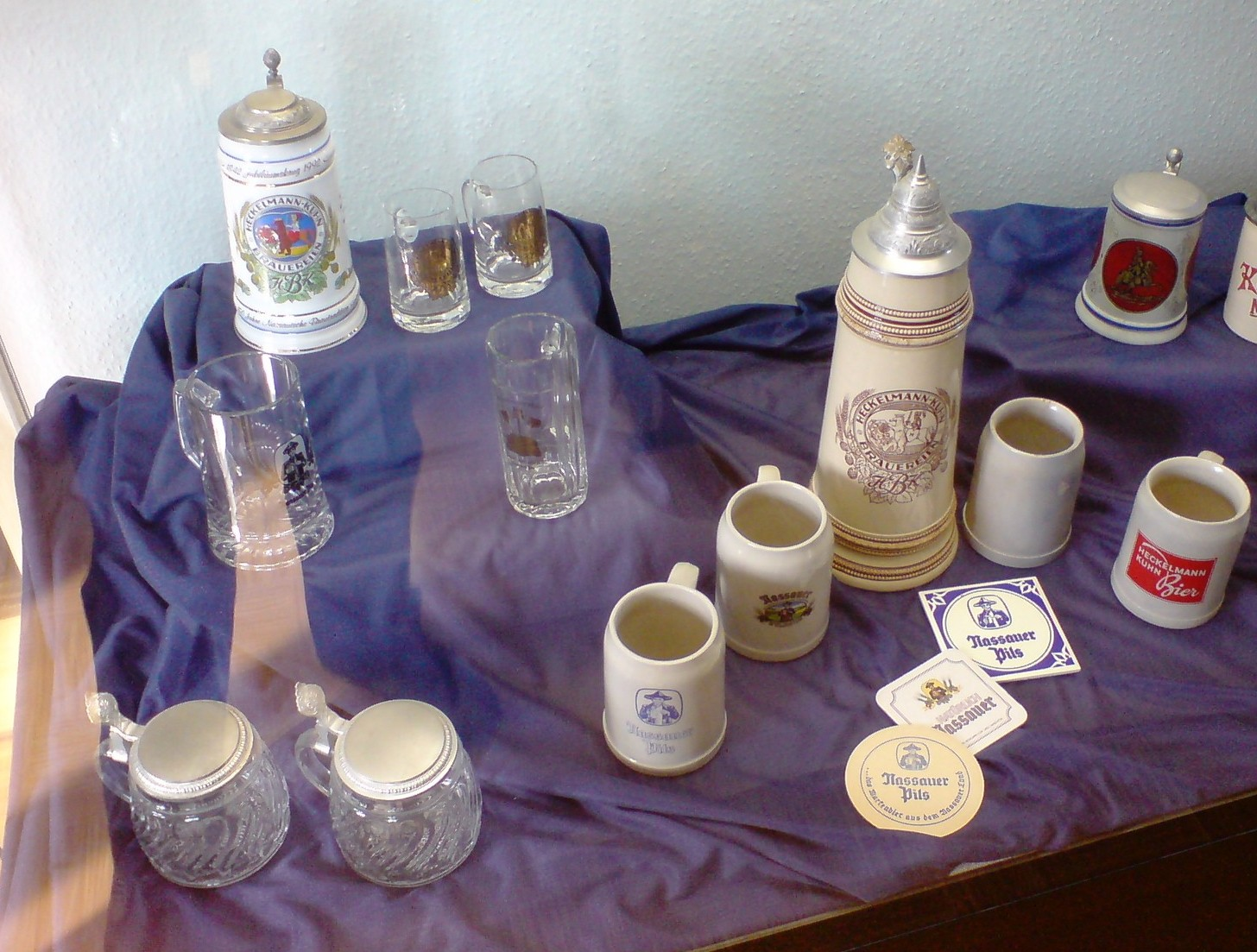
Exponate im Hahnstätter Heimatmuseum

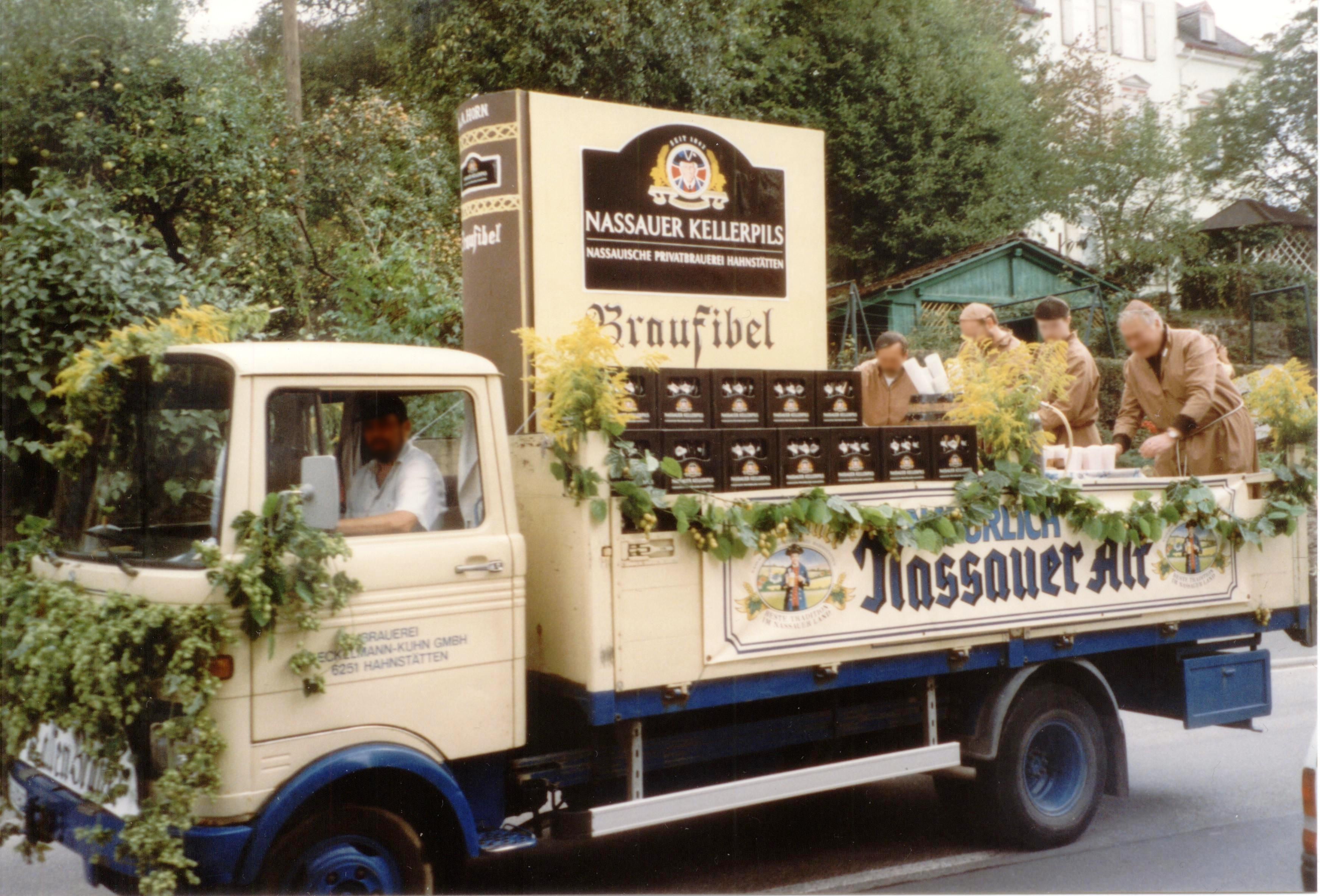
Festwagen 1996

Die Produktpalette umfasste 1930 die beiden Biere „Heckelmann-Kuhn-Pilsner“ und „Heckelmann-Kuhn-Spezial“. Letzteres war ein Export-Bier, das 1964 in „Nassauer Export“ umbenannt wurde, nachdem bereits der Name des Pilsner in „Nassauer Pils“ abgeändert worden war. Im selben Jahr werden mit dem Altbier „Nassauer Alt“ und dem „Malzbier“ (später „Nassauer Malz“) mit geringem Alkoholgehalt zwei weitere Sorten auf den Markt gebracht. Die Produktion des Malzbieres wird 1994, wegen eines unverhältnismäßigen Aufwands es vollständig alkoholfrei zu bekommen, eingestellt. Alle anderen Sorten werden bis zur Insolvenz des Unternehmens hergestellt und mehrfach prämiert. Die Produktion der Biere „Heckelmann-Kuhn-Privat“ und „Nassauer Bock“ in den 1970er Jahren wurde mit der Begründung einer zu geringen Nachfrage wieder eingestellt.
Mit dem „Oraniensteiner“ wird Ende der 1980er Jahre ein Premium-Pilsner am Markt etabliert, das 1989 mit dem „Großen Preis der DLG“ ausgezeichnet wird. Mitte der 1990er Jahre folgte mit dem „Nassauer Kellerbier“ ein Zwickelbier, das kurze Zeit später in „Nassauer Kellerpils“ umbenannt wurde. Im Gegensatz zum „Oraniensteiner“ wurde das Kellerpils auch nach der ersten Insolvenz des Unternehmens weiterhin selbst produziert.
Im Laufe der Jahre wurde das Design der Marken und Etiketten aller Biersorten mehrfach verändert. Bis zum Konkurs wurden die Nassauer Markenlogos zunehmend filigran, so dass u. a. neben dem traditionell abgebildeten Nassauer Bauer später auch eine fiktive Feldgemarkung mit der realen Hahnstätter Nikolauskirche zu erkennen war. Auch hatten die Nassauer Biere mit „Traditions-Pilsner“, „Klassisch-Alt“ und „Privat-Export“ zu dieser Zeit einen kleinen Zusatz in der Bezeichnung.
Mit der späteren Produktoffensive stoppte diese Entwicklung. Die Bezeichnungszusätze und vorübergehend auch die Verwendung bedruckter Kronkorken entfielen im Zuge der gänzlichen Neugestaltung des Markenauftritts. Der umgestaltete Nassauer Bauer wurde weiter abgebildet, aber beschränkt auf den Kopf- und Halsbereich.
Ab 2000 wurden mit dem „Hahnstätter Hefeweizen Dunkel“ und dem „Hahnstätter Hefeweizen Hell“ zwei Weizenbiere hergestellt und gleichzeitig eine neue regionale Marke geschaffen. Es folgten das „Grafen-Pils“, das verglichen mit dem „Nassauer Pils“ in einem niedrigeren Preissegment positioniert wurde, und das „Hahnstätter Radler“. Mit dem Schwarzbier „Pax Dei“ wurde 2001 die Produktpalette weiter ergänzt. Die bis dato letzte neu eingeführte Biersorte war ein helles, obergäriges Vollbier mit dem Namen „Schlök“. Nach über 75 Jahren Produktionszeit wurde im Jahr 2005 das Export-Bier „Nassauer Export“ vom Markt genommen.

## Sonstiges
Bis Ende der 1990er Jahre war die Nassauische Privatbrauerei mit einem eigenen Festwagen beim jährlichen Festumzug zum Hahnstätter Markt stets eine feste Größe.
Im Hahnstätter Heimatmuseum sind Exponate der Nassauischen Privatbrauerei Heckelmann-Kuhn GmbH ausgestellt als Teil einer Dauerausstellung.
Mit ausschließlicher Fremdproduktion werden die verbliebenen Marken von der neu gegründeten Nassauische Privatbrauerei Vertriebsgesellschaft mbH vertrieben. Sitz dieser Gesellschaft ist weiterhin die Brauerei in Hahnstätten.
Der Niedergang der Brauerei ist eng mit der Konkurrenz durch stark beworbene Großmarken auf dem Biermarkt verbunden. Besonders die Produkte der Bitburger Brauerei ersetzen im regionalen Gastgewerbe, in Vereinen und auf dörflichen Festen nach und nach die einheimischen Biere der Nassauischen Privatbrauerei. Verbreitete Schmähnamen wie „Schweinepils“ oder das Wortspiel „nass und sauer“ für das Nassauer Pils trugen ihr Übriges dazu bei, dass das Bier in der Region unpopulär wurde, obwohl die hohe Qualität der Produkte regelmäßig unter anderem durch die DLG bescheinigt wurde. Ähnliche Muster lassen sich auch in anderen Regionen in Bezug auf den Niedergang regionaler Lebensmittelhersteller nachweisen, wurden aber bislang kaum untersucht.